# Liste von Bildhauern
Die Liste von Bildhauern führt möglichst umfassend Bildhauer jeden Geschlechts aller Epochen auf. Die Liste ist alphabetisch nach Nachnamen geordnet. Die Einträge enthalten neben dem Namen auch Informationen über Geburtsjahr, Sterbejahr und Herkunft.

## Liste

### A
- Aaltonen, Wäinö (1894–1966), Finnland
- Abakanowicz, Magdalena (1930–2017), Polen
- Abbondi, Antonio (letztes Viertel 15. Jh. – 1549), Venedig
- Abel, Arnold († 1564)
- Abel, Bernhard († 1563)
- Abildgaard, Nicolai (1743–1809), Dänemark
- Acceptus (11. Jahrhundert), Apulien
- Acconci, Vito (1940–2017), USA
- Ackermann, Lutz (* 1941), Deutschland
- Achtermann, Wilhelm (1799–1884), Deutschland
- Adam, François Gaspard (1710–1761), Frankreich
- Adam, Henri-Georges (1904–1967), Frankreich
- Adam, Jacob-Sigisbert (1670–1747), Frankreich
- Adam, Lambert-Sigisbert (1700–1759), Frankreich
- Adam, Nicolas Sèbastien (1705–1778), Frankreich
- Adams, Robert (1917–1984), Großbritannien
- Adloff, Alfred (1874–nach 1937), Deutschland, Brasilien
- Adochi (* 1954), Rumänien
- Adolfs, Heinrich (1901–1964), Deutschland
- Aeschbacher, Hans (1906–1980), Schweiz
- Afinger, Bernhard (1813–1882), Deutschland
- Afonso, João (nachweisbar zwischen 1433 und 1440), Portugal
- Agam, Yaacov (* 1928), Israel
- Agasias (Sohn des Dositheos) (1. Jh. v. Chr.)
- Agasias (Sohn des Menophilos) (1. Jh. v. Chr.)
- Agostino di Duccio (1418–1481), Italien
- d’Agrate, Marco (um 1504–um 1574)
- Aichele, Paul (1859–1920), Deutschland
- Aicher, Anton (1859–1930), Österreich
- Ai Weiwei (* 1957), China
- Aizelin, Eugène-Antoine (1821–1902), Frankreich
- Akuda, Fanizani (1932–2011), Simbabwe
- Albermann, Franz (1877–1959), Deutschland
- Albermann, Wilhelm (1835–1913), Deutschland
- Albertolli, Giocondo (1742–1839), Schweiz
- Albertshofer, Georg (1864–1933), Deutschland
- Alberty, Jakob (1811–1870), Deutschland
- Alder, Otto (1886–1971), Schweiz
- Algardi, Alessandro (1598–1654), Italien
- Alkamenes (tätig 450–400 v. Chr.)
- Allegrain, Christophe-Gabriel (1710–1795), Frankreich
- Allöder, Karl (1898–1981), Deutschland
- Alon, Nir (* 1964), Israel
- Altherr, Jürg (1944–2018), Schweiz[1]
- Alxenor, Griechenland
- Amadeo, Giovanni Antonio (1447–1522)
- Amann, Hans (um 1555–um 1626)
- Amaschukeli, Elgudscha (1928–2002), Georgien
- Amberg, Adolph (1874–1913), Deutschland
- Ambrogio da Milano, Italien
- Amlehn, Franz (1838–1917), Schweiz
- Amlehn, Paul (1867–1931), Schweiz
- Ammanati, Bartolomeo (1511–1592), Italien
- Anckermann, Daniel (um 1590–um 1665)
- Anders, Richard (1853–1917), Deutschland
- Andre, Carl (1935–2024), USA
- Andre, Walter (1902–1970), Deutschland, Österreich
- Andresen, Romanus (1874–1926), Deutschland
- Anguier, François (1604–1669), Frankreich
- Anguier, Michel (1612–1686), Frankreich
- Anlauf, Günter (1924–2000), Deutschland
- Annesley, David (* 1936)
- Annoni, Franco (1924–1992), Schweiz
- Anselmo da Campione (* vor 1160), Italien
- Anselmo, Giovanni (1934–2023), Italien
- Antal, Sandro (* 1943), Deutschland
- Antelami, Benedetto (tätig um 1178 – Anf. 13. Jh.)
- Antenor (tätig spätes 6. Jh. v. Chr.)
- Anthoons, Willy, (1911–1982), Belgien
- Antico (Piero Jacopo Alari Bonacolsi) (1460–1528)
- Antokolski, Mark Matwejewitsch (1843–1902)
- Apengeter, Hans (vor 1300–nach 1351)
- Arborch, Wilhelm von (nachweisbar zwischen 1506 und 1533)
- Archermos, Griechenland
- Archipenko, Alexander (1887–1964)
- Arentz, Kurt (1934–2014), Deutschland
- Arfmann, Georg (1927–2015), Deutschland
- Armajani, Siah (1939–2020), Iran/USA
- Arman (1928–2005)
- Armitage, Kenneth (1916–2002), Großbritannien
- Arnao de Bruselas (um 1520–1564), Spanien
- Arnold, Hans (1860–1913), Deutschland
- Arnold, Ruedi (1945–2014), Schweiz, Österreich
- Arnold, Walter (1909–1979), Deutschland
- Arnolfo di Cambio (1240/45–1302/10)
- Arp, Hans (1886–1966), Schweiz
- Arx, Othmar von (* 1919), Schweiz[2]
- Asam, Egid Quirin (1692–1750), Deutschland
- Ascalon, Maurice (1913–2003), Israel
- Auer, Jakob (um 1645–1706)
- Auer, Johann Josef (1666–1739)
- Augustinčić, Antun (1900–1979), Kroatien
- Auwera, Jakob van der, (1672–1760)
- Avramidis, Joannis (1922–2016)
- Axer, Johann Theodor (1700–1764)
- Awram, Meister
- Aycock, Alice (* 1946), USA
- Azuma, Kenjirō (1926–2016), Japan

### B
- Babel, Johann Baptist (1716–1799)
- Babel, Nikolaus (1643–1728)
- Bach, Jörg (* 1964), Deutschland
- Bachelier, Nicolas (1487–1556), Frankreich
- Bachot, Jacques (nachweisbar zwischen 1493 und 1526), Frankreich
- Backoffen, Hans (um 1470–1519)
- Bacon d. Ä., John (1740–1799), Großbritannien
- Bacon d. J., John (1777–1859), Großbritannien
- Baerwald, Robert (1858–1896), Deutschland
- Baerze, Jacques de (tätig Ende 14. Jh.)
- Baily, Edward Hodges (1788–1867), manchmal auch Bailey
- Bakić, Vojin (1915–1992), Kroatien
- Balawenski, Fjodor (1865–1943), Russisches Kaiserreich
- Baldaccini, César (1921–1998), Frankreich
- Baldauf, Adam (1580–1631)
- Balden, Theo (1904–1995)
- Balduccio, Giovanni di (1. Hälfte 14. Jh.)
- Bałka, Mirosław (* 1958)
- Balkenhol, Stephan (* 1957)
- Ball, Thomas (1819–1911)
- Balmer, Helen (1924–2023), Schweiz
- Balmer, Lorenz (1916–2004), Schweiz
- Balz, Ernst (1904–1943), Deutschland[3]
- Balzico, Alfonso (1825–1901), Italien
- Bán-Kiss, Edith (1905–1966)
- di Banco, Nanni (≈1373–1421)
- Bandau, Joachim (* 1936)
- Bandel, Ernst (1800–1876)
- Bandinelli, Baccio (1493–1560)
- Bandini, Giovanni di Benedetto (1540–1599)
- Bänninger, Otto Charles (1897–1973), Schweiz
- Bär, Gisela (1920–1991), Deutschland
- Baratta, Francesco der Ältere (≈1595–1666)
- Baratta, Giovanni (1670–1747)
- Baratta, Pietro (1668–1729)
- Bardou, Emanuel (1744–1818)
- Barg, Erhard (1544–nach 1603)
- Barlach, Ernst (1870–1938)
- Barnard, George Grey (1863–1938)
- Barney, Matthew (* 1967)
- Baron, Josef (1920–2020)
- Baroncelli, Niccolò († 1453)
- Barrias, Louis-Ernest (1841–1905)
- Bartels, Ernst Dietrich (1679–1762)
- Barthé, Richmond (1901–1989), USA
- Barthel, Melchior (1625–1672)
- Bartholdi, Frédéric-Auguste (1834–1904)
- Bartholomé, Albert (1848–1928)
- Bartolini, Lorenzo (1777–1850)
- Bartolommeo, Michelozzo di (1396–1472)
- Bartsch, Volker (* 1953)
- Barwig d. Ä., Franz (1868–1931)
- Barye, Alfred (1839–1882)
- Barye, Antoine-Louis (1795–1875)
- Basaldella, Mirko (1910–1969)
- Bathykles, Griechenland
- Baucke, Heinrich Karl (1875–1915)
- Bauer, August (1868–1961), Deutschland
- Bauer, Kurt (1906–1981), Deutschland
- Baugut, Franz (1668–1726)
- Baumann, Carl (1912–1996)
- Baumann, Erwin Friedrich (1890–1980)
- Baumbach, Max (1859–1915)
- Baumeister-Bühler, Elisabeth (1912–2000)
- Bäumer, Theodor Heinrich (1836–1898), Deutschland
- Baumhauer, Leonhard (um 1535–1604)
- Bausenwein, Julius (1913–1962)
- Bautz, Hans (1908–1986)
- Beauneveu, André (1335/40–1401/03), Frankreich
- Becerra, Gaspar (1520–1570), Spanien
- Bechtold, Gottfried (* 1947)
- Bednorz, Robert (1882–1973), Deutschland
- Beeldsnider, Arnt (vor 1450–1492)
- Begarelli, Antonio (≈1499–1565), Italien
- Begas, Carl (der Jüngere) (1845–1916)
- Begas, Reinhold (1831–1911)
- Begas, Werner (1872–1927)
- Behn, Fritz (1878–1970)
- Behn, Hermann (1882–?)
- Behre, Wilfried
- Behrens, Christian (1852–1905)
- Behrens, Michael (* 1973)
- Beier, Ulrich (1928–1981), Deutschland
- Beierlein, Hans (? – v. 1509)
- Beljajew, Alexander (1816–1863), Russisches Kaiserreich
- Bellano, Bartolomeo (≈1434–1496/97)
- Belling, Rudolf (1886–1972)
- Bellmer, Hans (1902–1975)
- Belz, Johann (1873–1957)
- Bernard, Joseph (1866–1931), Frankreich
- Bendl, Ehrgott Bernhard (1660–1738)
- Bendl, Jakob (um 1585–um 1655/60)
- Bendl, Johann Christoph (1624–1690)
- Bendl, Johann Georg (v. 1620–1680)
- Benedetti, Cristoforo (1657–1740)
- Benedetti, Teodoro (1697–1783)
- Benedetto da Maiano (1442–1497)
- Benedikt von Sandomir (nachweisbar zwischen 1514 und 1529)
- Benkert, Johann Peter (1709–1765/69)
- Benzoni, Giovanni Maria (1809–1873)
- Berdsenischwili, Merab (1929–2016)
- Berg, Claus (1475–≈1535)
- Berger, Arthur Ernst (1882–1926)
- Berges, Heinrich (1805–1852)
- Berlin, Fritz (1924–1997), Deutschland
- Bergmann, Benjamin (* 1968)
- Bergmeier, Karl Albert (1856–1897), Deutschland
- Berkeczy, Laszlo (1925–2009)
- Bernewitz, Carl Hans (1858–1934)
- Bernini, Gian Lorenzo (1598–1680)
- Berrecci, Bartolomeo (um 1480–1537)
- Berrettaro, Bartolomeo († 1524)
- Berrocal, Miguel (1933–2006)
- Berruguete, Alonso (≈1488–1561)
- Bertaux, Hélène (1825–1909)
- Berthold, Joachim (1917–1990)
- Bertoldo di Giovanni (≈1420–1491)
- Bertoni, Flaminio (1903–1964)
- Bertoni, Wander (1925–2019)
- Berwald, Hugo, auch Berwald-Schwerin (1863–1937)
- Beuys, Joseph (1921–1986), Deutschland
- Biard, Pierre-Noël (1559–1609), Frankreich
- Bickerton, Ashley (* 1959)
- Biebl, Rolf (* 1951)
- Bierbrauer, Carl Wilhelm (1881–1962)
- Bigarny, Felipe (≈1475–1542)
- Biggen, Lorenz Franz (nachweisb. zw. 1717 u. 1740)
- Bigio, Nanni di Baccio (1511–1568)
- Bilger, Hans (≈ 1445–1500)
- Biljan-Bilger, Maria (1912–1997)
- Bill, Max (1908–1994)
- Bille, Ejler (1910–2004)
- Bindrim, Johann Jacob (1696–≈1775)
- Biterich, Martin (1691–1759)
- Bladen, Ronald (1918–1988), USA
- Blaeser, Gustav (1813–1874), Deutschland
- Blatter, August (1902–1978), Schweiz
- Bleeker, Bernhard (1881–1968), Deutschland
- Bleidorn, Jobst (1639–1677)
- Bloc, André (1896–1966)
- Blocke, Abraham van den (1572–1628)
- Blocke, Willem van den (≈1550–1628)
- Blome, Tönnies (v. 1632–1666)
- Blotta, Erminio (1892–1976), Argentinien
- Blum, Inge (1924–2011), Deutschland
- Blumenthal, Hermann (1905–1942)
- Bobek, Karl (1925–1992)
- Boccioni, Umberto (1882–1916)
- Bochmann, Gregor von (1878–1914), Deutschland
- Bodmer, Walter (1903–1973)
- Boeckh von Tzschoppe, Gisela (1887–1981)
- Boese, Johannes (1856–1917)
- Boezem, Marinus (* 1934)
- Böhme, Johann (1595–1667)
- Bohr, Roland von (1899–1982)
- Böke, Karl-Ludwig (1927–1996)
- Bolgi, Andrea (1606–1656)
- Bologna, Giovanni da (Giambologna) (1529–1608)
- Boltanski, Christian (1944–2021)
- Bolte, Wilhelm (1859–1941)
- Bolus, Michael (1934–2013)
- Bonanno, Rinaldo (1545–1600)
- Bonanos, Georgios (1863–1940)
- Bonifaç, Lluís der Ältere († 1697)
- Bonifaç i Massó, Francesc (1735–1806)
- Bonifaç i Massó, Lluís (1730–1786)
- Bonifaç i Sastre, Lluís (1683–1765)
- Bonin, Cosima von (* 1962)
- Bonino da Campione (≈1325–1397), Italien
- Bontecou, Lee (1931–2022)
- Bontemps, Pierre (≈1505–1568), Frankreich
- Boos, Roman Anton (1733–1810)
- Borglum, Gutzon (1867–1941), USA
- Börmel, Eugen (1858–1932), Deutschland
- Borofsky, Jonathan (* 1942), USA
- Borreman der Ältere, Jan (nachgew. zw. 1479 u. 1520)
- Bosio, François Joseph (1768–1845), Frankreich
- Bossard, Johann Michael (1874–1950), Schweiz
- Bosselt, Rudolf (1871–1938), Deutschland
- Bosslet, Eberhard (* 1953), Deutschland
- Botero, Fernando (1932–2023), Kolumbien
- Bouchardon, Edmé (1698–1762), Frankreich
- Bourdelle, Émile-Antoine (1861–1929)
- Bourgeois, Louise (1911–2010)
- Boy, Conrad Nikolaus (1753–1793)
- Brabender, Heinrich (≈ 1475–1537)
- Brabender, Johann (1498/99–1561/62)
- Brâncuși, Constantin (1876–1957)
- Brandes, Peter (* 1944)
- Brandin, Philipp (≈1535–1594)
- Brandini, Tommaso (nachweisb. zw. 1730 u. 1750)
- Brantzky, Franz (1871–1945)
- Braun, Matthias Bernhard (1684–1738)
- Bregno, Andrea (1418–1503)
- Bregno, Antonius (≈1591 – n. 1640)
- Bregno, Hieronymus († 1651)
- Breker, Arno (1900–1991)
- Breuer, Peter (1472/73–1541)
- Breuer, Peter (1856–1930)
- Breymann, Adolf (1839–1878)
- Brianzi, Tullio, Italien (Mailand)
- Bridgeman, John (1916–2004)
- Briosco, Andrea (1470–1532)
- Brockmüller, Friedrich Franz (1880–1958)
- Broeck, Willem van den (1530–1580)
- Brohn, Wolf Ernst (≈1600–1664)
- Brokoff, Ferdinand Maximilian (1688–1731)
- Brokoff, Johann (1652–1718)
- Brokoff, Michael (1686–1721)
- Broodthaers, Marcel (1924–1976)
- Brown, Gordon (1958–2020), Deutschland
- Brozzi, Renato (1885–1963), Italien
- Bruchhausen, Gisela von (* 1940)
- Brüggemann, Hans (≈ 1485/90–1540)
- Brüll, Will (1922–2019), Deutschland
- Brunelleschi, Filippo (1377–1446)
- Brüning, Peter (1929–1970)
- Brunow, Ludwig (1843–1913)
- Brus, Johannes (* 1942)
- Brütt, Adolf (1855–1939)
- Brützel, Josias Wolrat (1653–1733)
- Buceti, Ignazio (tätig in der 1. Hälfte des 18. Jh.), Sizilien
- Buchau, Abraham Conrad (1623–1701)
- Buchau, Conrad (um 1600–1657)
- Buchau, Johann Conrad (v. 1682 – n. 1703)
- Bücheler, Josef (* 1936)
- Buchholz, Max (1856–1938)
- Bücker, Heinrich Gerhard (1922–2008)
- Bugatti, Rembrandt (1884–1916)
- Buglioni, Benedetto (1459/60–1521)
- Buglioni, Santi (1494–1576)
- Bühl, Hede (* 1940)
- Bukovskis, Ļevs (1910–1984)
- Bülle, Heinrich Johann (≈1686–1761)
- Buon, Bartolomeo (≈1374–1467)
- Buonarroti, Michelangelo (1475–1564)
- Buontalenti, Bernardo (1531–1608)
- Burckhardt, Carl (1878–1923)
- Buren, Daniel (* 1938)
- Burgeff, Hans Karl (1928–2005)
- Burger, Carl (1875–1950)
- Bürgin, Fritz (1917–2003)
- Burgin, Victor (* 1941), Großbritannien
- Bury, Pol (1922–2005)
- Busch, Johann Joachim (1720–1802)
- Busch, Johann Jürgen (1757–1820)
- Büschelberger, Anton (1869–1934)
- Büschelberger, Friedrich (1904–1990)
- Busmann, Eugen (1929–2015)
- Bustamante, Jean-Marc (* 1952)
- Bustelli, Franz Anton (1723–1763)
- Butler, Reg (1913–1981)

### C
- Caccini, Giovanni Battista (1556–1613)
- Caffieri, Jacques (1678–1755), Frankreich
- Calamech, Andrea (1524–vor 1589)
- Calandra, Davide (1856–1915), Italien
- Calandrelli, Alexander (1834–1903)
- Calder, Alexander (1898–1976), USA
- Calcagni, Antonio (1536–1593)
- Calleen, Heribert (1924–2017), Deutschland
- Camargo, Sérgio de (1930–1990), Brasilien
- Cambio, Arnolfo di (1240/45–1302/10)
- Campbell, Thomas (1790–1858), Schottland
- Canova, Antonio (1757–1822)
- Cappello, Carmelo (1912–1996), Italien
- Capponi, Luigi (um 1450–nach 1506)
- Capriani, Francesco (1535–1594)
- Caro, Anthony (1924–2013), Großbritannien
- Carpeaux, Jean-Baptiste (1827–1875), Frankreich
- Carrier-Belleuse, Albert-Ernest (1824–1887)
- Casella, Fedele (nachweisbar zwischen 1522 und 1547)
- Casella, Scipione (nachweisbar zwischen 1543 und 1553)
- Castiglioni, Giannino (1884–1971)
- Cattaneo, Danese (um 1509–1573)
- Cauer der Ältere, Emil (1800–1867)
- Cauer der Jüngere, Emil (1867–1946)
- Cauer, Friedrich (Fritz) (1874–1945)
- Cauer, Hanna (1902–1989)
- Cauer, Hugo (1864–1918), Deutschland
- Cauer, Karl (1828–1885)
- Cauer, Ludwig (1866–1947)
- Cauer der Ältere, Robert (1831–1893)
- Cauer, Stanislaus (1867–1943)
- Cavelier, Pierre-Jules (1814–1894), Frankreich
- Cellini, Benvenuto (1500–1571)
- Chadwick, Lynn (1914–2003)
- Chalepas, Giannoulis (1851–1938)
- Chapu, Henri (1833–1891)
- Chataira, Raymond (* 1984), Simbabwe
- Chemnitz, Hellmuth (1903–1969)
- Chillida, Eduardo (1924–2002)
- Cinque, Vincenzo (1852–1929)
- Chiwawa, Edward (1935–2022), Simbabwe
- Chochola, František (1943–2022)
- Christ, Adam (1856–1881)
- Christ, Fritz (1866–1906)
- Christen, Hanspeter (1930–2015)
- Christian, Abraham David (* 1952)
- Christian, Franz Joseph (1739–1798)
- Christian, Johann Joseph (1706–1777)
- Chromy, Anna (1940–2021), Tschechische Republik
- Chryssa (1933–2013), Griechenland/USA
- Churriguera, Joaquín de (1674–1724), Spanien
- Churriguera, José Benito de (1665–1725), Spanien
- Churriguera, Manuel de Lara (≈1690–1755), Spanien
- Cigoli, Ludovico (Cardi da Cigoli) (1559–1613)
- Cimiotti, Emil (1927–2019), Deutschland
- Cini, Giovanni (1490/95–1565), Italien/Polen
- Ciuca, Eugen (1913–2005), Rumänien/USA
- Ciutureanu, Alexandru (1951–2013), Rumänien
- Civitali, Matteo (1436–1501)
- Claudel, Camille (1864–1943)
- Clodion (Claude Michel) (1738–1814)
- Clodt von Jürgensburg, Peter Jakob (1805–1867)
- Cluysenaar, John (1899–1986)
- Colin, Alexander (1527/29–1612)
- Colombe, Michel (um 1430–1512), Frankreich
- Colonia, Francisco de auch: Franz von Köln (≈1470–1542)
- Colonia, Juan de auch: Johannes von Köln (≈1410–1480)
- Colonia, Simón de auch: Simon von Köln (1455–1511)
- Concorz, Peter (1605–1658)
- Conne, Louis (1905–2004)
- Connell, John (1940–2009)
- Cordier, Charles Henri Joseph (1827–1905)
- Cornacchini, Agostino (1686–1754)
- Corneille, eigentlich Guillaume Cornelis van Beverloo (1922–2010), Niederlande
- Corradini, Antonio (1688–1752)
- Cortona, Urbano da (≈1426–1504)
- Cosentino, Rossella (* 1968)
- Costa Mota, António Augusto da (1862–1930), Portugal
- Cotta, Emma (1880–1957)
- Coubillier, Friedrich (1869–1953), Deutschland
- Cousins, Harold B. (1916–1992)
- Coustou, Nicolas (1658–1733)
- Coustou d. Ä., Guillaume (1677–1746)
- Coustou d. J., Guillaume (1716–1777)
- Coysevox, Antoine (1640–1720)
- Cozzarelli, Giacomo (1453–1515)
- Cragg, Tony (* 1949), Großbritannien
- Crawford, Thomas (1814–1857)
- Cremer, Fritz (1906–1993)
- Crepaz, Jacob (1874–1940)
- Crivelli, Antonius (v. 1604 – n. 1635)
- Croissant, Michael (1928–2002)
- Cumini, Vinzenz († vor 1617)
- Curfeß, Ernst (1849–1896)
- Cybei, Giovanni Antonio (1706–1784)

### D
- Dalmata, Giovanni (um 1440–nach 1514)
- Dalou, Jules (1838–1902), Frankreich
- Dammann, Hans (1867–1942), Deutschland
- Dampt, Jean-Auguste (1854–1945), Frankreich
- Dankberg, Gustav (1819–1866)
- Dannecker, Johann Heinrich (1758–1841)
- Dannhäuser, Jean Eduard (1868–1925)
- Daubenspeck-Focke, Anne (1922–2021), Deutschland
- Dau(c)her, Adolf (1460/65–1523/25)
- Daucher Hans (1486–1538)
- David, Pierre Jean (1788–1856), Frankreich
- De Martino, Giovanni (1870–1935)
- Degas, Edgar (1834–1917), Frankreich
- Dekkers, Ad (1938–1974), Niederlande
- Delahaye, Jacques Charles (1928–2010)
- Demetz, Ferdinand (1842–1902)
- D’Haese, Roel (1921–1996)
- Diest-Brackenhausen, Sabine von (* 1931), Deutschland
- Dietz, Eckhart (1933–2019)
- Dietz, Johann Adam (1671–1742), Böhmen
- Dietz, Lothar (1896–1976), Deutschland
- Dietzsch, Hans Hubert (1875–1926)
- Dieussart, Jean Baptist (≈1630 – n. 1683)
- Dievoet, Peter van (1661–1729)
- Diez, Robert (1844–1922)
- Dodeigne, Eugène (1923–2015)
- Döll, Friedrich Wilhelm Eugen (1750–1816)
- Domenig, Hans (1901–1976), Österreich
- Domenig, Max (1886–1952), Österreich
- Donatello (≈1386–1466)
- Donndorf, Adolf von (1835–1916)
- Donner, Georg Raphael (1693–1741)
- Dornseif, Frank (* 1948), Deutschland
- Dorrenbach, Franz (1870–1943)
- Doubleday, John (* 1947)
- Douvermann, Heinrich (≈ 1480–1543/44)
- Drake, Friedrich (1805–1882)
- Drake, Heinrich (1903–1994)
- Drege, Hans (nachweisbar zwischen 1572 und 1585)
- Drei, Ercole (1886–1973), Italien
- Dreyer, Benedikt (≈1495 – n. 1555)
- Driesch, Erich von den (1878–?)
- Drischler, Josef (1838–1917)
- Duccio, Agostino di (1418–1481)
- Dumont, François (1688–1726), Frankreich
- Dunkel, Joachim (1925–2002)
- Dupré, Giovanni (1817–1882)
- du Pré (Dupré), Guillaume (13. oder 14. Jahrhundert)
- Duquesnoy, François (1597–1643)
- Düren, Adam van (v. 1487 – n. 1532)
- Düren, Statius van (≈ 1520–1565/70)
- Dusart, François (≈1600–1661), Frankreich
- Duschat, Klaus (* 1955), Deutschland
- Duss, Roland (1901–1977)
- Dywan, Henryk (1933–2022), Deutschland
- Džamonja, Dušan (1928–2009)

### E
- Ebe, Burkhart (1881–1949), Deutschland
- Ebenhech, Georg Franz (≈1710–1757)
- Eberlein, Gustav (1847–1926)
- Ebling, Sonia (1918–2006)
- Eckstein, Johannes (1735–1817)
- Eder, Otto (1924–1982)
- Egell, Augustin (1731–1786)
- Egas, Enrique (um 1455–1534), Spanien
- Egell, Paul (1691–1752)
- Eggenschwyler, Urs (1849–1923)
- Eggers, Carsten (1958–2021), Deutschland
- Eglin, Walter (1895–1966), Schweiz
- Eichin, Bettina (* 1942)
- Einbeck, Conrad von (1360–1428)
- Elffers, Dick (1910–1990)
- Elkan, Benno (1877–1960)
- Elster, Gottlieb (1867–1917)
- Encke, Eberhard (1881–1936), Deutschland
- Encke, Erdmann (1843–1896)
- Ende, Adriaan van der (1920–2013)
- Engel, József (1815–1901)
- Engelhardt, Ludwig (1924–2001)
- Engelin, Karl Heinz (1924–1986)
- Engelin-Hommes, Gisela (1931–2017)
- Engelke, Martin (1852–1932)
- Englisch, Laurentius Ulrich (* 1939)
- Enseling, Joseph (1886–1957)
- Epler, Carl Heinrich (1846–1905)
- Epstein, Jacob (1880–1959)
- Erhart, Gregor (um 1465–1540)
- Erhart, Michel (um 1440/45–nach 1522)
- Eriksen, Edvard (1876–1959)
- Erlenkötter, Bernward (* 1954)
- Erlenkötter, Heinrich (1922–1979)
- Erni, Hans (1909–2015)
- Esser, Max (1885–1945)
- Etlin, Johann (1867–1951), Schweiz
- Etlin, Johann Maria (1791–1874), Schweiz
- Ettl, Georg (1940–2014), Deutschland
- Everding, Hans (1876–1914), Deutschland

### F
- Fabbri, Agenore (1911–1998)
- Fabi-Altini, Francesco (1830–1906), Italien
- Fabricius, Richard, Daniel (1863–1923)
- Falbe, Joachim Martin (1709–1782)
- Falconet, Etienne-Maurice (1716–1791)
- Fancelli, Domenico (1469–1519), Italien
- Fancelli, Pandolfo († 1526), Italien
- Fasching, Bernd (1955–2021), Österreich
- Fauveau, Félicie de (1802–1886)
- Fazzini, Pericle (1913–1987)
- Feddersen, Hans Peter (1905–1998), Deutschland
- Federighi, Antonio (um 1420–1483)
- Feige, Johann Christian d. Ä. (1689–1751)
- Feige, Johann Christian d. J. (1720–1788)
- Feige, Johann Ferdinand d. Ä. (1733–1783)
- Feige, Johann Ferdinand d. J. (1766–1827)
- Feige, Johann Friedrich (1726–1788)
- Felderhoff, Reinhold (1865–1919)
- Ferber, Herbert (1906–1991)
- Fernkorn, Anton Dominik (1813–1878)
- Ferrando, Viktor (* 1968)
- Ferrari, Bartolomeo (1780–1844)
- Ferrari, Ettore (1845–1929)
- Ferrari, Luigi (1810–1894)
- Ferrata, Ercole (1610–1686)
- Fest, Rainer (* 1953), Deutschland
- Fetting, Rainer (* 1949), Deutschland
- Feuchtmayer, Joseph Anton (1696–1770)
- Feuerstein, Thomas (* 1968)
- Fiebig, Eberhard (* 1930), Deutschland
- Fiesole, Filippo da (um 1500–nach 1540)
- Fiesole, Mino da (≈1431–1484)
- Filarete (um 1400–um 1469)
- Filippotis, Dimitrios (1839–1919)
- Fine, Jud (* 1944), USA
- Finzelberg, Lilli (1872–1939)
- Fiorentino, Francesco († 1516)
- Fiori, Ernesto de (1884–1945), Italien
- Fischer, August (1805–1866)
- Fischer, Bruno Hermann (1860–1932)
- Fischl, Eric (* 1948), USA
- Fisher, Joel (* 1947), USA
- Fitzenreiter, Wilfried (1932–2008)
- Fjodorow, Wladimir (1926–1992), Sowjetunion
- Flacker, Karl Sebastian (1679–1746)
- Flatau, Michael[4]
- Flaxman, John (1755–1826)
- Fleck, Regina (* 1937), Deutschland
- Fleige, Heinrich (1840–1890)
- Fleischhacker, Leopold (1882–1946), Deutschland
- Fleming, Hans (um 1545–1623)
- Fleming, Juan Diaz (* 1937)
- Flockemann, August (1849–1915)
- Floris, Cornelis (1514–1575)
- Fogelberg, Benedict (1786–1854)
- Foggini, Giovanni Battista (1652–1725)
- Förg, Günther (1952–2013)
- Forment, Damià (≈1480–1540), Spanien
- Förster, Wieland (* 1930)
- Franchina, Nino (1912–1987)
- Frangeš-Mihanović, Robert (1872–1940), Kroatien
- Frankenstein, John (1817–1881), USA
- Frankenstein, Marie (1822–1900), USA
- Franqueville, Pierre (Pietro Francavilla) (1548–1615)
- Franz, Julius (1824–1887)
- Freese, Hans (vor 1690 – nach 1710)
- French, Daniel Chester (1850–1931)
- Freundlich, Otto (1878–1943)
- Friede, Jürgen (* 1954), Deutschland
- Friedl, Theodor (1842–1900)
- Friedrich, Nikolaus (1865–1914)
- Friedrich, Wolfgang (* 1947)
- Frisch, Johann Christian (1651–1677)
- Frisch, Johann Gottfried (1656?–1732)
- Frisch, Johannes (1628–1673/75)
- Fritsch, Katharina (* 1956)
- Fritsch, Lutz (* 1955)
- Fritsch, Willibald (1876–1948)
- Fritz, Max Hermann (1873–1948)
- Frydag, Bernhard (1879–1916), Deutschland
- Fuchs, Emil (1866–1929), Österreich
- Fujiwara, Makoto (1938–2019)
- Funakoshi, Katsura (1951–2024)
- Fürst, Else (1873–1943 im KZ Theresienstadt)
- Fytalis, Georgios (1830–1901)

### G
- Gaggini, Fazio (1520–1567)
- Gaggini, Giacomo (1517–1598)
- Gaggini, Giovanni (um 1435–1517)
- Gaggini, Giovanni Domenico (1503–1567)
- Gaggini, Pace (1470–1521)
- Gaggini, Vincenzo (1527–1595)
- Gagini, Antonello (1478–1536)
- Gagini, Domenico (um 1425–1492)
- Galletti, Guido (1893–1977)
- Galschiøt, Jens (* 1954)
- Garaizabal, Juan (* 1971)
- Gasser, Hanns (1817–1868)
- Gaul, August (1869–1921)
- Gautherin, Jean (1840–1890)
- Geefs, Aloys (1817 oder 1816–1841), Belgien
- Geefs, Charles (1829–1911), Belgien
- Geefs, Jean (1825–1860), Belgien
- Geefs, Joseph (1808–1885), Belgien
- Gehrt, Fritz (1845–1928)
- Geiger, Nikolaus (1849–1897), Deutschland
- Geiger-Spiegel, Henny (1856–1915), Deutschland
- Geiser, Karl (1898–1957)
- Geismar, Jårg (1958–2019)
- Gemito, Vincenzo (1852–1929)
- Genschow, Christian (1814–1891)
- Genßler, Peter (* 1957), Deutschland
- Gentil, Otto (1892–1969)
- Gentils, Vic (1919–1997)
- Genzken, Isa (* 1948)
- Gerer, Erich (* 1945)
- Gerhaert van Leyden, Niclas (≈1430–1473)
- Gerhard, Hubert (um 1540/50–um 1620)
- Gerhardt, Heinrich (1823–1915), Deutschland
- Gerhart, Johann (14. Jahrhundert)
- Gerlach, Gunther (* 1952)
- Germann-Jahn, Charlotte (1921–1988)
- Gernot, Heinz (1921–2009)
- Gerresheim, Bert (1935–2025)
- Gerstel, Wilhelm (1879–1963)
- Geyer, Gerhard (1907–1989)
- Geyer, Otto (1843–1914)
- Geyger, Ernst Moritz (1861–1941)
- Ghermandi, Quinto (1916–1994)
- Ghiberti, Lorenzo (1378–1455)
- Giacometti, Alberto (1901–1966), Schweiz
- Gianotis, Bernardino Zanobi de (vor 1500–1541)
- Gibbons, Grinling (1648–1721)
- Gibson, John (1790–1866)
- Gieng, Hans († 1562)
- Gies, Ludwig (1887–1966)
- Gilioli, Émile (1911–1977)
- Gillet, Nicolas-François (1709–1791)
- Gilliam, Franklin (1944–1997), USA
- Giovanni da Campione (um 1320–um 1375), Italien
- Giralte, Francisco (1510–1576)
- Girardon, François (1628–1715)
- Gironcoli, Bruno (1936–2010)
- Gislebertus, 12. Jahrhundert
- Glebow, Alexei (1908–1968)
- Glicenstein, Henryk (1870–1942)
- Glume, Friedrich Christian (1714–1752)
- Glume, Johann Georg (1679–1765/67)
- Gmünd, Philipp von (vor 1482–1523)
- Göbel, Bernd (* 1942)
- Göddertz, Wolfgang (1944–2016)
- Goeschl, Roland (1932–2016)
- Goldsworthy, Andy (* 1956)
- Golownizki, Lew (1929–1994), Sowjetunion
- Gomansky, Edmund (1854–1930)
- González, Julio (1876–1942)
- Gordejew, Fjodor (1744–1810)
- Gormley, Antony (* 1950)
- Gosen, Theodor von (1873–1943)
- Gosławski, Józef (1908–1963), Polen
- Gosti, Jean-Yves (* 1960)
- Götsch, Joseph (1728–1793)
- Gottfried-Frost, Annemarie (1924–2022)
- Gottschalk, Horst, Holzbildhauer (1940–2021)
- Götz, Johannes (1865–1934)
- Götze, Martin (1865–1928)
- Goujon, Jean (1510–1572)
- Graham, Dan (1942–2022), USA
- Gräsel, Friedrich (1927–2013)
- Grasser, Erasmus (um 1450–1518)
- Grasset, Eugène (1845–1917)
- Grassi, Giovannino de’ (um 1340–1398), Italien
- Graves, Nancy (1939–1995), Vereinigte Staaten von Amerika
- Greenough, Horatio (1805–1852)
- Gröber, Andreas (1600/10–1662)
- Gröne, Georg (1864–1935)
- Groß, Karl (1869–1934)
- Groß, Wilhelm (1883–1974)
- Grove, Lorenz (vor 1434–1478)
- Grude, Klaus (vor 1466–nach 1493)
- Grüttner, Richard (1854–1919)
- Grzimek, Sabina (* 1942)
- Grzimek, Waldemar (1918–1984)
- Gucci, Mateo (um 1500–um 1550)
- Guhr, Richard (1873–1956)
- Guillemin, Émile (1941–1907)
- Gunja, Enos (* 1949), Simbabwe
- Günther, Ignaz (1725–1775)
- Gusmin aus Köln (14. Jahrhundert)
- Gutknecht, Carl (1878–1970), Schweiz
- Gutmann, Franz (1928–2024)
- Gwozdecki, Gustaw (1880–1935)
- Gyurcsek, Ferenc (1942–2023)

### H
- Haacke, Harald (1924–2004)
- Haacke-Stamm, Brigitte (1927–2006)
- Haase-Ilsenburg, Hermann (1879–1960)
- Habermann, Alfred (1930–2008), auch Kunstschmied
- Habich, Ludwig (1872–1949), Deutschland
- Habicht, Well (1884–1966)
- Hable, Wilhelm (1923–2009), Deutschland
- Habsburg, Gabriela von (* 1956)
- Michelle Haenggi (1945–2013)
- Haese, Günter (1924–2016), Deutschland
- Haese Reinhoud d’ (1928–2007)
- Hagemann, Carl Friedrich (1772–1806)
- Hagen, Hugo (1818–1871)
- Hager, Wilhelm (1921–2006)
- Hahne, Ruthild (1910–2001)
- Hähnel, Ernst Julius (1811–1891)
- Haider, Franz (1860–1947)
- Hains, Raymond (1926–2005)
- Hajdú, Étienne (1907–1996)
- Hajek, Otto Herbert (1927–2005)
- Halbig, Johann von (1814–1882)
- Hall, Nigel (* 1943)
- Haller, Hermann (1880–1950)
- Haller-Braus, Hedwig (1900–1989)
- Han, Oscar (1891–1976)
- Hanak, Anton (1875–1934)
- Hanebal, Wilhelm (1905–1982), Deutschland
- Hannaux, Emmanuel (1855–1934)
- Hartmann, Grete (1869–1946), geb. Chrobak, Österreich[5]
- Hartmann, Johannes (1869–1952)
- Hartmann, Meister (15. Jahrhundert)
- Hartmann, Wiktor Alexandrowitsch (1834–1873)
- Hartung, Karl (1908–1967)
- Hartzer, Carl Ferdinand (1838–1906)
- Hasemann, Arminius (1888–1979)
- Hasselberg, Per (1850–1894)
- Hauschild, Walter (1876–1969)
- Hauser, Erich (1930–2004)
- Haverkamp, Wilhelm (1864–1929)
- Heel, Peter (1696–1767)
- Heerich, Erwin (1922–2004), Deutschland
- Heerup, Henry (1907–1993)
- Hefti, Bernhard (1945–1995)
- Hegenauer, Felizian (1692–?)
- Hegewald, Zacharias (1596–1639)
- Heiber, Heinz (1928–2003)
- Heiliger, Bernhard (1915–1995)
- Hein, Jeppe (* 1974), Dänemark
- Heinemann, Fritz (1864–1932)
- Heising, Bernhard (1865–1903)
- Heller, Bernhard (1878–1937)
- Hellmer, Edmund (1850–1935)
- Hemrich, Heinz (1923–2009)
- Henghes, Heinz
- Hengstenberg, Georg (1879–1959), Deutschland
- Henkel, Friedrich B. (* 1936), Deutschland
- Henning, Gerhard (1880–1967)
- Henschel, Johann Werner (1782–1850), Deutschland
- Henselmann, Caspar (1933–2015)
- Henselmann, Josef (1898–1987)
- Hepworth, Barbara (1903–1975)
- Hermanns, Ernst (1914–2000)
- Herold, Georg (* 1947)
- Herter, Ernst Gustav (1846–1917)
- Herzfeld, Anatol (1931–2019), Deutschland
- Herzig, August (1846–1919), Deutschland
- Heß, Richard (1937–2017)
- Hesse, Ernst (* 1949)
- Hesse, Eva (1936–1970)
- Heyd, Ludwig Daniel (1743–1801), Deutschland
- Heyde, Henning von der (vor 1487–nach 1520)
- Hidding, Hermann (1863–1925)
- Hietanen, Helena (* 1963), Finnland
- Higgins, Edward (1930–2006)
- Hildebrand, Adolf von (1847–1921)
- Hilgers, Karl (1844–1925), Deutschland
- Hillebrand, Elmar (1925–2016)
- Hiltmann, Jochen (* 1935)
- Hinterseher, Josef (1878–1955), Deutschland
- Hintzelmann, Ludwig (1863–?)
- Hirst, Damien (* 1965)
- Hitzberger, Otto (1878–1964)
- Hodapp, Michael (1951–1999)
- Hodges, Baxlay Edward (1788–1867)
- Hoefer-Purkhold, Imme (1919–2008)
- Hoenerbach, Margarete (1848–1924)
- Hoffmann, Hans Ruprecht (um 1545–1616)
- Hofer, Andreas (* 1963)
- Hoferick, Andreas (* 1959)
- Höpfner, Christian (1939–2014)
- Höffler, Josef, (1879–1915)
- Hoffmann, Eugen (1892–1955)
- Hoffmann, Jörg (1936–1993)
- Hoffmann, Karlheinz (1925–2011)
- Hoffmann, Leni (* 1962)
- Hoffmann, Martin († 1530/31)
- Hoffmeister, Heinz (1851–1894)
- Hoflehner, Rudolf (1916–1995)
- Hofmann, Alfred (1879–1958)
- Holthuys, Dries (nachweisbar zwischen 1492 und 1508)
- Hopfgarten, Emil Alexander (1821–1856)
- Horder (um 1180)
- Hörl, Ottmar (* 1950)
- Horn, Rebecca (1944–2024)
- Hörnschemeyer, Franka (* 1958)
- Hörnschemeyer, Georg (1907–1983)
- Horota, Stephan (* 1932)
- Horsetzky von Hornthal, Melanie (1852–1931)
- Hosaeus, Hermann (1875–1958)
- Hottenroth, Ernst (1872–1908)
- Howaldt, August (1838–1868)
- Howaldt, Georg Ferdinand (1802–1883)
- Howaldt, Hermann Heinrich (1841–1891)
- Houdon, Jean-Antoine (1741–1828)
- Hrdlicka, Alfred (1928–2009)
- Huber, Jörg (nachweisbar zwischen 1495 und 1509)
- Huene, Stephan von (1932–2000)
- Hundrieser, Emil (1846–1911)
- Hunzinger, Ingeborg (1915–2009)
- Huschka, Hans (1930–1997)
- Hviid Dina (* 1947)

### I
- Ianchelevici, Idel (1909–1994)
- Icha, Oskar (1886–1945), Österreich
- Iché, René (1897–1954), Frankreich
- Iglesias, Cristina (* 1956), Spanien
- Ihle, Hans Joachim (1919–1997), Deutschland
- Ihrke, Carl (1921–1983), Deutschland
- Iida Yoshikuni (1923–2006), Japan
- Ikemura, Leiko (* 1951), Japan
- Iliopdus, Jorges
- Imhof, Heinrich Max (1795/98–1869), Schweiz
- Imhoff, Johann Joseph (der Ältere) (1739–1802), Deutschland
- Imhoff, Johann Joseph (der Jüngere) (1796–1880), Deutschland
- Imhoff, Peter Joseph (1768–1844), Deutschland
- Imhoff, Wilhelm Joseph (1791–1858), Deutschland
- Immendorf, Jörg (1945–2007), Deutschland
- Ingerl, Ignaz (1751/52–1800/01/02), Deutschland
- Inoue, Buchini
- Insam, Luis (1901–1950), Südtirol
- Ipoustéguy, Jean (1920–2006), Frankreich
- Irmer, Michael (1955–1996), Deutschland
- Irwahn, Martin (1898–1981), Deutschland
- Isaia da Pisa (um 1410–um 1464)

### J
- Jäckel, Mathias Wenzel (1655–nach 1738)
- Jacobi, Wilhelm (1863–nach 1921)
- Jacobsen, Robert (1912–1993)
- Jacopo della Quercia (1374–1438)
- Jaeger, Wilhelm (1888–1979)
- Jäkel, August (1930–1994)
- Jakerson, Dawid (1896–1947)
- Janda, Johannes (1827–1875)
- Janensch, Gerhard (1860–1933)
- Janssen, Karl (1855–1927), Deutschland
- Járay, Alexander Sándor (1870–1943)
- Jastram, Jo (1928–2011)
- Jastram, Michael (* 1953)
- Jastram, Thomas (* 1959)
- Jehotte, Louis (1803/04–1884), Belgien
- Jelin, Christoph (um 1550–1610)
- Jendritzko, Guido (1925–2009)
- Jensen, Emil Rasmus (1888–1967)
- Jerichau, Jens Adolf (1816–1883), Dänemark
- Jobst, Heinrich (1874–1943), Deutschland
- Jöllemann, Thomas Simon (1670–?)
- Jones, Allen (* 1937), Großbritannien
- Jouffroy, François (1806–1882)
- Judd, Donald (1928–1994)
- Juncker, Johannes (Hans) (≈ 1582–1624)
- Juncker, Michael d. Ä. († 1625)
- Juncker, Zacharias d. Ä. (≈1578–1665)
- Juncker, Zacharias d. J. (1622–1685)
- Junge, Johannes (nachweisbar zwischen 1406 und 1428)
- Jungermann, Albert († 1906)
- Juni, Juan de (1504–1577)
- Juppe, Ludwig (1460–1538)

### K
- Kadishman, Menashe (1932–2015), Israel
- Kado, Eduard (1875–1946)
- Kaehler, Heinrich (1804–1878)
- Kahle, Anna von (1843–1920)
- Kafka, Bohumil (1878–1942)
- Kaindl, Anton (1849–1922) Soldaten-Kaindl
- Kalide, Theodor (1801–1863)
- Kallenbach, Otto (1911–1992)
- Kampmann, Utz (1935–2006)
- Kändler, Johann Joachim (1706–1775)
- Kang Jinmo (* 1956)
- Kanold, Irmgard (1915–1976), Deutschland
- Kapoor, Anish (* 1954)
- Kappeler, Otto (1884–1949)
- Kapralos, Christos (1909–1993)
- Karmin, Mati (* 1959)
- Karrer, Leonie (1910–2008)
- Kaschauer, Jakob (um 1400–1463)
- Kasper, Ludwig (1893–1945)
- Kassin, Josef Valentin (1856–1931), Österreich
- Kaufmann, Hugo (1868–1919)
- Kaupert, Gustav (1819–1897), Deutschland
- Keil, Karl (1838–1889)
- Keller, Alfred (1902–1955; Dermoplastiker)
- Kemény, Zoltán (1907–1965)
- Kern, Achilles (1607–1691)
- Kern, Erasmus (1592 – nach 1650)
- Kern, Leonhard (1588–1662)
- Kern, Michael (1580–1649)
- Kern, Stefan (* 1966)
- Kersin, Michail (1883–1979), Russland
- Kessels, Mathieu (1784–1836)
- Keyser, Hendrick de (1565–1621)
- Kielnhofer, Manfred (* 1967), Österreich
- Kiemlen, Emil (1869–1956)
- Kietz, Gustav Adolph (1824–1908)
- King, Phillip (1934–2021)
- Kippenberger, Martin (1953–1997)
- Kirchner, Heinrich (1902–1984)
- Kirchner, Johann Christian (1691–1732)
- Kirchner, Johann Gottlieb (1706–1768)
- Kirkeby, Per (1938–2018)
- Kiss, August (1802–1865)
- Kissling, Richard (1848–1919)
- Klahr, Michael d. Ä. (1693–1742)
- Klahr, Michael d. J. (1727–1807)
- Klausenburg, Georg und Martin von (tätig um 1360–1400)
- Klein, Max (1847–1908)
- Klein, Yves (1928–1962)
- Klenk, Werner (* 1942)
- Klesse, Friedrich (1869–1930)
- Klesse, Reinhard (1932–2014)
- Klieber, Josef (1773–1850)
- Klieber, Urban (1741–1803)
- Klimsch, Fritz (1870–1960)
- Klinger, Max (1857–1920)
- Klocker, Hans (vor 1474–nach 1500)
- Kluge, Kurt (1886–1940)
- Klugt, Hugo (1879–1939), Deutschland
- Knaur, Hermann (1811–1872)
- Knöll, Emil (1889–1972)
- Knubben, Jürgen (* 1955)
- Paul Francesco Koch (1845–1886), Deutschland[6][7]
- König, Richard (1924–2017)
- Kogan, Moissey (1879–1943)
- Köker, Azade (* 1949)
- Kolbe, Georg (1877–1947)
- Kollwitz, Käthe (1867–1945)
- Koman, İlhan (1921–1986)
- Kommissar Hjuler (* 1967)
- König, Benedikt (1842–1906), Deutschland
- König, Richard (1863–1937)
- Konti, Isidore (1862–1938), Österreich/Vereinigte Staaten
- Korn, Johann Robert (1873–1921), Deutschland
- Kornbrust, Leo (1929–2021), Deutschland
- Körschgen, Josef (1876–1937), Deutschland
- Korter, Fritz (1892–1945)
- Koslowski, Michail (1753–1802)
- Kössler, Michael (um 1670 – nach 1734)
- Kossos, Ioannis (1832–1878)
- Köster, Peter (um 1621–1669)
- Kostner, Josef (1933–2017)
- Kotschar, Jerwand (1899–1979)
- Kowalski, Piotr (1927–2004)
- Kraft, Adam (um 1450/60–1509)
- Kramer, Harry (1925–1997)
- Krämmer, Andreas (* 1959)
- Kratz, Max (1921–2000)
- Kratz, Paul (1884–1958)
- Kraus, August (1868–1934), Deutschland
- Kraus, Willi (* 1959)
- Krause, Karl-Heinz (1924–2019)
- Krauß, Karl (1859–1906)
- Krautwald, Joseph (1914–2003)
- Krebber, Gereon (* 1973)
- Kreische, Johannes Willi Rudolf (1904–1969), Deutschland[8]
- Kricke, Norbert (1922–1984), Deutschland
- Krückeberg, Hans (1878–1952), Deutschland
- Krumpper, Hans (um 1570–1634)
- Kruse, Max (1854–1942)
- Kruse, Wilhelm (1887–1960)
- Kuene van der Hallen, Konrad (1400/10–1469)
- Kühl, Ingo (* 1953)
- Kühn, Achim (* 1942), Deutschland
- Kühn, Christian Gottlieb (1780–1828)
- Kühn, Fritz (1910–1967), Deutschland
- Kühn, Richard (1867 – n. 1928), Deutschland (Königsberg, Berlin)
- Kühn, Volkmar (* 1942), Deutschland
- Kuhnert, Horst (* 1939)
- Kullrich, Friedrich Wilhelm (1821–1887)
- Kumpf, Gottfried (1930–2022)
- Kumrow, Klaus (1959–2010)
- Kundmann, Carl (1838–1919)
- Künne, Arnold (1866–1942)
- Kuöhl, Richard Emil (1880–1961)
- Kupsch, Felix (1883–1969)
- Kurka, Rainer (* 1974)

### L
- Ladd, Anna Coleman (1878–1939), USA
- Lainberger, Simon († vor 1503)
- Lamelas, David (* 1946)
- Lamoureux, Abraham César (um 1640–1692), Frankreich
- Lamoureux, Claude (um 1650 – nach 1699)
- Lampa, Gerhart (1940–2010)
- Lampert, Hubert (* 1953), Österreich
- Landgrebe, Gustav Adolf (1837–1899)
- Landuyt, Octave (1922–2024)
- Langer, Richard (1879–1950)
- Lankondé, Issoufou (1954–2014), Niger
- Lansere, Jewgeni Alexandrowitsch (1848–1886), Russland
- Lapis, András (* 1942)[9]
- Lardera, Berto (1911–1989)
- Lassaw, Ibram (1913–2003)
- Latt, Hans (1859–1946), Deutschland
- Lauer, David D. (1939–2014)
- Laurana, Francesco (um 1430–1502)
- Laurens, Henri (1885–1954)
- Lauritzen, Theo (1911–1978)
- Le Va, Barry (1941–2021), USA
- Lechevallier, Jean-Yves (* 1946), Frankreich
- Lechleitner, Ingenuin (1676–1731)
- Lechleitner, Michael (um 1611–1669)
- Lechner, Alf (1925–2017)
- Lechner, Christel (* 1947)
- Lederer, Hugo (1871–1940)
- Lederer, Jörg (um 1470–um 1550)
- Lefèbvre, Hippolyte (1863–1935), Frankreich
- Legros, Pierre (1666–1719)
- Lehmann, Matthias (* 1975)
- Lehmann, Nanette (1920–1999)
- Lehmbruck, Wilhelm (1881–1919)
- Lehnert, Adolf (1862–1948)
- Lehr, Daniel Moriz (* 1954)
- Leinberger, Hans (um 1470/80–1531)
- Leinfellner, Heinz (1911–1974)
- Lemcke, Walter E. (1891–1955)
- Lenk, Peter (* 1947)
- Leonardo da Vinci (1452–1519)
- Leonhard, Ferdinand (1865–1955)
- Leoni, Leone (1509–1590)
- Leoni, Pompeo (1530/33–1608)
- Lepcke, Ferdinand (1866–1909)
- Lepper, Friedel (* 1931)
- Lepper, Gereon (* 1956)
- Lessing, Otto (1846–1912)
- Leu, Max (1862–1899)
- Leus, Bruno (* 1943)
- Levi, Max (1863–1912), Deutschland
- Levý, Václav (1820–1870)
- Lewin-Funcke, Arthur (1866–1937)
- LeWitt, Sol (1928–2007)
- Libuda, Walter (1950–2021)
- Lichtenfeld, Gerhard (1921–1978)
- Limburg, Josef (1874–1955)
- Linck, Walter (1903–1975)
- Lipchitz, Jacques (1891–1973)
- Lippl, Robert (1908–2009)
- Lipsi, Morice (1898–1986)
- Lipton, Seymour (1903–1986)
- Ljutakov Stefan (* 1955)
- Löbbert, Dirk (* 1960)
- Löbbert, Maik (* 1958)
- Lobo, Baltasar (1910–1993), Spanien
- Lochowinin, Juri (1924–1992), Sowjetunion
- Lock, Michel (1848–1898)
- Lombardo, Antonio (um 1458–1516)
- Lombardo, Pietro (um 1435–1515)
- Lombardo, Tullio (um 1455–1532)
- Löneke, Hubert (1926–2011)
- Lopes, Bertina (1924–2012)
- López de Gámiz, Pedro (1528–1588)
- Lorenzetto (1490–1541)
- Lorenzi, Stoldo (1533/34–1583)
- Lösche, Karl (1878–1964)
- Lossow, Arnold Hermann (1805–1874)
- Loth, Wilhelm (1920–1993)
- Luchsperger, Lorenz (vor 1471–1501)
- Luksch, Richard (1872–1936)
- Luksch-Makowsky, Elena (1878–1967)
- Lürssen, Eduard (1840–1891)
- Lütkenhaus, Almuth (1930–1996)
- Lysipp (2. Hälfte 4. Jh. v. Chr.)
- Lyssenko, Mychajlo (1906–1972)
- Lyutakov, Stefan (* 1955)

### M
- Machado de Castro, Joaquim (1731–1822), Portugal
- Madamombe, Colleen (1964–2009)
- Maderno, Pietro Maino (1592–1653)
- Maderno, Stefano (1575–1636)
- Magni, Pietro (1816–1877)
- Magnussen, Harro (1861–1908)
- Mahle, Michaela (* 1968)[10][11]
- Mahlknecht, Dominik (1793–1876)
- Maidburg, Franz (um 1480/85–1533)
- Maillol, Aristide (1861–1944)
- Maison, Rudolf (1854–1904)
- Maitec, Ovidiu (1925–2007)
- Majerus, Michel (1967–2002)
- Malär, Andrea (* 1947)
- Malinský, Josef (1752–1827)
- Mancino, Giuliano (vor 1475–nach 1524)
- Manders, Jos (1932–1978), Niederlande
- Manger, Heinrich (1833–?)
- Mangin, Serge (* 1947)
- Mangoldt, Franz Joseph (1695–1761)
- Manthe, Albert (1847–1929)
- Manzel, Ludwig (1858–1936)
- Manzù, Giacomo (1908–1991)
- Marcks, Gerhard (1889–1981)
- Marcuse, Rudolf (1878–1940)
- Marinali, Orazio (1643–1720)
- Marini, Marino (1901–1980)
- Marschall, Bolesław (1938–2023), Polen
- Martel, Jan (1896–1966)
- Martel, Joël (1896–1966)
- Marten, Norbert (* 1953)
- Marten, Volker Friedrich (* 1955)
- Martin, Étienne (1913–1995)
- Martin, Kenneth (1905–1984)
- Martin, Roland (* 1927)
- Martini, Wilhelm (1880–1965), Deutschland
- Martos, Iwan Petrowitsch (1754–1835)
- Marxer Hugo (* 1948), Liechtenstein
- Masson, André (1896–1987)
- Mastroianni, Umberto (1910–1998)
- Mataré, Ewald (1887–1965)
- Matemera, Bernard (1946–2002), Simbabwe
- Matteo da Campione (1335–1396), Italien
- Mathäss, Bernhard (* 1963)
- Mathes, Uli (* 1954)
- Matisse, Henri (1869–1954)
- Mattioli, Silvio (1929–2011)
- Mauch, Daniel (≈1477–1540)
- Mayer, Martin (1931–2022)
- Mazzacurati, Renato Marino (1909–1969), Italien
- Meadows, Bernard (1915–2005)
- Meersmann, Friedrich (v. 1572–1584)
- Megert, Christian (* 1936), Schweiz/Deutschland
- Mehler, Herbert (* 1949)
- Meili, Heinrich Rudolf (1827–1882), Schweiz
- Meit, Conrat (1470/85–1550/51)
- Melchert, Jim (1930–2023), USA
- Melis, Fritz (Bildhauer) (1913–1982), Deutschland
- Mellmann, Walter (1910–2001), Deutschland
- Mena, Pedro de (1628–1688), Spanien
- Mendelson, Marc (1915–2013)
- Mengin, Charles-August (1853–1933)
- Merengo, Enrico (not. 1679–1714) oder Heinrich Meyring, Bildhauer aus Westfalen in Venedig
- Mersa, Josef (1871–1914)
- Merz, Marisa (1926–2019), Italien
- Messerschmidt, Franz Xaver (1736–1783)
- Meštrović, Ivan (1883–1962), Kroatien
- Metcalf, James (1925–2012)
- Mettel, Hans (1903–1966)
- Metzel, Olaf (* 1952)
- Metzner, Franz (1870–1919)
- Meunier, Constantin (1831–1905)
- Meusburger, Herbert (1953–2023), Österreich
- Meyer-Pyritz, Martin (1870–1942)
- Meyer-Steglitz, Georg (1868–1929)
- Miard, Jo (1929–1982)
- Michailjonok, Leonid (1930–2011), Sowjetunion
- Michałowicz, Jan (≈ 1530–1583)
- Michel, Sigisbert (1728–1811)
- Michelangelo → Buonarroti, Michelangelo
- Micheli, Aurelio (1834–1908)
- Midow, Claus († 1602)
- Miks, Georg (* 1969)
- Milles, Carl (1875–1955)
- Milles, Paul (1926–2006), Deutschland
- Millet, Aimé (1819–1891)
- Millonig, Helmut (* 1928), Österreich
- Minne, George (1866–1941)
- Mislej, Luka (1658–1727)
- Missfeldt, Heinrich (1872–1945)
- Mitoraj, Igor (1944–2014)
- Mitscherlich, Frieda (1880–1970)
- Möbius, Karl (1876–1953)
- Möbus, Christiane (* 1947)
- Modigliani, Amedeo (1884–1920)
- Mohr, Burkhard (* 1959)
- Möhwald, Gertraud (1929–2002)
- Moješčík, David (* 1974)
- Moling, Dominikus (1691–1761)
- Moll, Balthasar Ferdinand (1717–1785)
- Möller, Carl Heinrich (1802–1882)
- Möller, Hermann (1870–1949)
- Molziner, Marchiò (1655–1700?)
- Monegro, Juan Bautista (1545–1621)
- Mönnig, Peter (* 1955)
- Montelupo, Raffello da (≈ 1505–1566)
- Monteverde, Giulio (1837–1917)
- Montorsoli, Giovanni Angelo (1507–1563)
- Moore, Henry (1898–1986)
- Morel, Jacques (≈1395–1459), Frankreich
- Morin, Georges (1874–1950)
- Morkramer, Arnold (1929–2024), Deutschland
- Morlaiter, Giovanni Maria (1699–1780)
- Moroder, Albin (1922–2007)
- Moroder, Ludwig (1879–1953)
- Moroder, Otto (1894–1977)
- Moroder, Rudolf (1877–1914)
- Moroder-Lusenberg, Johann Baptist (1870–1932)
- Moroder-Lusenberg, Josef (1846–1939)
- Morris, Robert (1931–2018)
- Mosca, Giovanni Maria (1493–1574)
- Moser, Julius (1832–1916)
- Mubayi, Sylvester (1942–2022), Simbabwe
- Mucha, Reinhard (1950)
- Muchina, Wera Ignatjewna (1889–1953)
- Mueck, Ron (* 1958)
- Muhr, Gotthard (1939–2013)
- Muhr, Hans (1934–2022), Österreich
- Mukomberanwa, Nicholas (1940–2002), Simbabwe
- Müller, Eduard (1828–1895)
- Müller, Heinz (1872–1941), Deutschland
- Müller, Karl (1888–1972)
- Müller, Martin (1885–?)
- Müller, Robert (1920–2003)
- Müller-Braunschweig, Ernst (1860–1928)
- Müller-Everling, Norbert (* 1953)
- Müller-Klug, Klaus (* 1938)
- Müller-Martin, Magdalena (1893–1980)
- Multscher, Hans (1400–1467)
- Munari, Bruno (1907–1998), Italien
- Münch, Otto (1885–1965)
- Munster, Jan van (1939–2024)
- Munyaradzi, Henry (1931–1998)
- Murakami, Takashi (* 1962)
- Muralt, Martin von (1773–1830)
- Murato, Giacomo (≈1563 – n. 1617)
- Myslbek, Josef V. (1848–1922)

### N
- Nacke, Carl (Hannover 1876–?)
- Nadelmann, Elie (1882–1946)
- Nägele, Karl (1880–1949)
- Nahmmacher, Elly-Viola (1913–2000)
- Negret, Edgar (1920–2012), Kolumbien
- Nele, E. R. (* 1932)
- Netzer, Hubert (1865–1939), Deutschland
- Neubauer-Woerner, Marlene (1918–2010)
- Neumann-Torborg, Wilhelm (1856–1917)
- Neuenhausen, Siegfried (* 1931)
- Neukirchner, Erik (* 1972), Deutschland
- Ney, Adam (1800–1879)
- Ney, Elisabeth (1833–1907)
- Nicăpetre (1936–2008)
- Nick, Ludwig (1873–1936)
- Niehaus, Charles Henry (1855–1935)
- Nielsen, Kai (1882–1924)
- Nierhoff, Ansgar (1941–2010)
- Nikoghosjan, Nikoghajos (1918–2018)
- Nitzsche, Dietrich (1934–2018)
- Nocker, Peter (1823–1880)
- Noguchi, Isamu (1904–1988)
- Nole, Jacob Colijn de († 1601)
- Nolte, Hermann (1873–1935)
- Nordheim, Friedrich August von (1813–1884)
- Nosseni, Giovanni Maria (1544–1620)
- Notke, Bernt (um 1435-vor 1509)
- Nottelmann der Ältere, Hans († 1614)
- Nottelmann der Jüngere, Hans († 1646)
- Novoselec, Alen (* 1969)
- Nübold, Hans (1942–2022)

### O
- Obermayr, Mathias (1720–1799)
- Obrist, Johann Joseph, auch Oberst (18. Jahrhundert)
- Ochs, Franz (1852–1903)
- Oellers, Günther (1925–2011)
- Oertli, Benno (1946–1998)
- Oesten, Paul (1874–1936), Deutschland
- Oeser, Adam Friedrich (1717–1799)
- Ohmacht, Landolin (1760–1834)
- Ohmann, Richard (1850–1910)
- Ohme, Irmtraud (1937–2002)
- Oldenburg, Claes (1929–2022)
- Oldenburg, Ernst (1914–1992)
- Oppenrieder, Barbara (* 1962)
- Oppenrieder, Karl (1923–2017)
- Oppler, Alexander (1869–1937)
- Orcagna, Andrea (1308–1368)
- Ordóñez, Bartolomé (um 1480–1520), Spanien
- Osterrieder, Sebastian (1864–1932) (Krippenwastl)
- Otto, Martin Paul (1846–1893)
- Otto, Waldemar (1929–2020)
- Otto, Wilhelm (1871–1943)

### P
- Pacák, Georg (1670–1742), Böhmen
- Paetow, Conrad (1860–?)
- Pagels, Hermann Joachim (1876–1959)
- Paik, Nam June (1932–2006)
- Pajou, Augustin (1730–1809)
- del Palagio, Carlo di Cesare (1538–1598)
- Pallenberg, Josef (1882–1946), deutscher Tierplastiker
- Pansow, Jürgen (1939–2010)
- Panzner, Otto (1853–1921)
- Paolini, Giulio (* 1940), Italien
- Paolozzi, Eduardo (1924–2005), Großbritannien
- Papen, Christoph (1678–1735)
- Papen, Heinrich (1644/45–1719)
- Paraschtschuk, Mychajlo (1878–1963)
- Parini, Dante (1890–1969), Italien
- Paris, Roland (1894–1945)
- Passer, Arent (um 1560–1637)
- Passerini, Giovanni Battista (1658–1710)
- Paul, Torsten (* 1949)
- Payos, Alexius († 1591)
- Payos, Elias († um 1590)
- Pech, Otto (1882–1950)
- Pechau, Jochem (1929–1989), Deutschland
- Pedersen, Carl-Henning (1913–2007)
- Peisser, Hans (um 1506–nach 1571)
- Penalba, Alicia (1913–1982)
- Peper, Hans (nachweisbar zwischen 1597 und 1622)
- Perathoner, Hans (1872–1946)
- Peringer, Georg (nachweisbar zwischen 1592 und 1616)
- Peristi, Vinzenz (1909–1943)
- Pescosta, Vigil (1913–1977)
- Pestalozzi, Yvan (1937–2024)
- Petel, Georg (1601/02–1634)
- Peterich, Paul (1864–1937)
- Petersen, Armand (1891–1969)
- Petri, Otto (1860–1942)
- Petters, Heinrich (1810–1884)
- Pettrich, Franz (1770–1844)
- Peurlin der Mittlere, Hanns (um 1440–um 1507)
- Pfaeltzer, Saskia (* 1955)
- Pfaff, Johann Sebastian Barnabas (1747–1794)
- Pfannschmidt, Friedrich Johann (1864–1914)
- Pfeifer, Felix (1871–1945)
- Pfeiffer, Nikolaus (Niki) (* 1954)
- Pfretzschner, Norbert (1850–1927)
- Pfuhl, Johannes (1846–1914)
- Phidias (um 500 – nach 438 v. Chr.)
- Piazza, Luis (1908–1977)
- Picasso, Pablo (1881–1973), Spanien
- Pichler, Walter (1936–2012), Österreich
- Piedboeuf, Lambert (1863–1950)
- Pielsticker, Norbert (* 1952)
- Pierino da Vinci (1529–1553)
- Pierluca (1926–1968)
- Pigalle, Jean-Baptiste (1714–1785)
- Pilgram, Anton (um 1460–1515)
- Pilon, Germain (um 1537–1590)
- Pilartz, Joseph (1889–?)
- Pilgrim, Hubertus von (* 1931), Deutschland
- Pillhofer, Josef (1921–2010)
- Piontek, Günter Gianni (1929–2024), Schweiz
- Pisano, Andrea (≈1290–1348)
- Pisano, Giovanni (≈1250–1314)
- Pisano, Nicola († 1278)
- Pissarewski, Lew (1906–1974), Sowjetunion
- Pistoletto, Michelangelo (* 1933)
- Pitcairn-Knowles, James (1863–1954)
- Pitscheider, Albino (1877–1962)
- Placht, Richard (1880–1962)
- Pleßner, Jacob (1871–1936), Deutschland
- Pock, Johann Jacob (1604–1651)
- Pogodin, Wiktor (1948–2005)
- Pohlmann, Heinrich (1839–1917)
- Pokorny, Werner (1949–2022), Deutschland
- Pollaiuolo, Antonio del (1432–1498)
- Polyklet (um 470/60 – nach 423 v. Chr.)
- Pomodoro, Arnaldo (1926–2025)
- Pomodoro, Giò (1930–2002)
- Pönninger, Franz (1832–1906), Österreich
- Pöppelmann, Peter (1866–1947)
- Posenenske, Charlotte (1930–1985)
- Pötzlinger, Hans (um 1535–1603)
- Pozzo, Andrea (1642–1709), Österreich
- Pradier, James (1790–1852)
- Prager, Heinz-Günter (1944–2025)
- Prantl, Karl (1923–2010)
- Praxiteles (vor 400 – um 330 v. Chr.)
- Preston, Edward Carter (1885–1965), Großbritannien[12]
- Probst, Jakob (1880–1966), Schweiz
- Prokofjew, Iwan Prokofjewitsch (1758–1828)
- Propf, Robert (1910–1986), Deutschland[13]
- Puchsbaum, Hans (vor 1390–1454)
- Puget, Pierre (1620–1694)
- Pugi, Guglielmo (19. Jahrhundert)
- Putt, Hans von der (1590–1653)

### Q
- Quellinus, Artus I. (1609–1668)
- Quellinus, Artus II. (1625–1700)
- Quellinus, Artus III. (1653–1686)
- Quellinus, Erasmus I. (≈1584–1640)
- Quellinus, Thomas (1661–1709)
- Quercia, Jacopo della (1374–1438)

### R
- Raemisch, Waldemar (1888–1955)
- Raggi, Antonio (1624–1686)
- Räntz; Christian (1751–1794)
- Räntz, Elias (1649–1686)
- Räntz, Johann David (1729–1783)
- Räntz, Johann Gabriel (1697–1776)
- Räntz, Johann Lorenz Wilhelm (1733–1776)
- Rastrelli, Bartolomeo Carlo (1675–1744)
- Rauch, Christian Daniel (1777–1857)
- Raum, Alfred (1872–1935), Deutschland
- Rauschhuber, Luis (1904–1973)
- Reder, Bernhard (1897–1963)
- Rees, Thomas (* 1959), Deutschland
- Regl, Josef (1846–1911)
- Rehm, Adolf (1867–1952)
- Reichle, Hans (1570–1642)
- Reichstein, Thomas (* 1960)
- Reindl, Johann (1714–1792)
- Reiner, Martin (1900–1973)
- Reinert, Karl (1870–1930)
- Reinhart, Rudolf (1897–1975)
- Remington, Frederic (1861–1909)
- Rendić, Ivan (1849–1932)
- Repsold, Wilhelm (1885–1969), Deutschland
- Resetarits, Thomas (1939–2022), Österreich
- Reusch, Friedrich (1843–1906)
- Reuter, Erich F. (1911–1997)
- Reutter, Gerd (* 1931)
- Rhades, August (1886–1979)
- Rheinhold, Hugo Wolfgang (1853–1900)
- Richier, Germaine (1902–1959)
- Richier, Ligier (≈1500–1567)
- Richter, Etha (1883–1977)
- Richter, Karl-Heinz (* 1946)
- Richter, Matthias (* 1962)
- Richter, Werner (1923–2012)
- Rieber, Alois (1876–1944)
- Rieber, Karl (1888–1957)
- Riedel, Christa-Louise (* 1943)
- Riemenschneider, Georg (≈ 1500–1570)
- Riemenschneider, Tilman (1460–1531)
- Ries, Teresa (1866–1956)
- Rietschel, Ernst (1804–1861)
- Rigobello, Augustin († 1613)
- Rihs, Christoph (* 1957)
- Ringerink, Heinrich (vor 1583–1629)
- Ritz, Wolf (1920–2008)
- Robba, Francesco (1698–1757)
- Robbia, Andrea della (1435–1525)
- Robbia, Giovanni della (1469–≈1529)
- Robbia, Girolamo della (1488–1566)
- Robbia, Luca della (≈1400–1481)
- Robbia, Luca d’Andrea della (n. 1482 – n. 1547)
- Robbia, Marco della (1468 – n. 1532)
- Rocca, Robert (* 1927)
- Roch, Bernhard Kurt (1847–1922)
- Roden, Evert van (15./16. Jahrhundert)
- Rodin, Auguste (1840–1917)
- Roeder, Emy (1890–1971)
- Roemer, Georg (1868–1922)
- Roesner, Heike (* 1959)
- Roetzel, Marianne (* 1941)
- Röhrig, Karl (1886–1972)
- Röll, Fritz (1879–1956)
- Romagnoli, Giuseppe (1872–1966)
- Romano, Paolo (≈1412 – n. 1470)
- Rommel, Gerhard (1934–2014)
- Rompel, Hans (1910–1981)
- Römpert, Peter (1944–2022)
- Roos, Otto (1887–1945)
- Rosa, Hermann (1911–1981)
- Rosenthal, Werner (1931–2008)
- Rösner, Hermann (1909–1990)
- Ross, Christopher (1931–2023)
- Rossellino, Antonio (1427/28–1479)
- Rossellino, Bernardo (1409–1464)
- Rossi, Properzia de’ (≈1490–1530), Italien
- Rossi, Remo (1909–1982)
- Roszak, Theodore (1907–1981)
- Rother, Roland (1944–2024), Deutschland
- Rötlin, Conrad (≈1460 – n. 1519)
- Rottaler, Stephan (≈1480–1533)
- Röttger, Johannes (1864–1946)
- Röttger, Jürgen (1550/51–1623)
- Roubiliac, Louis-François (1702/05–1762)
- Rückert, Irma (1923–2006), Deutschland
- Rückriem, Ulrich (* 1938), Deutschland
- Rude, François (1784–1855)
- Ruffini, Andre (1590–1648)
- Ruggeri, Quirino (1883–1955)
- Rukawischnikow, Alexander (* 1950)
- Rukawischnikow, Filipp (* 1974)
- Rukawischnikow, Iulian (1922–2000)
- Rukawischnikow, Mitrofan (1887–1946)
- Rüller, Anton (1864–1936)
- Rümann, Wilhelm von (1850–1906)
- Rumpf, Gernot (1941–2025), Deutschland
- Runggaldier, August (1880–1940)
- Russ, Jakob (v. 1482 – n. 1506)
- Rustici, Giovanni Francesco (1474–1554)
- Ruthenbeck, Reiner (1937–2016)
- Rutz, Gustav (1857–1949), Deutschland
- Ruwe, Hans Gerd (1926–1995)

### S
- Saake, Robert (1874–1959)
- Saikow, Witali (1924–2020)
- Sailstorfer, Michael (* 1979), Deutschland
- Saint Phalle, Niki de (1930–2002)
- Salathé, Hanni (1926–2012)
- Salentin, Hans (1925–2009)
- Šaloun, Ladislav (1870–1946)
- Salvi, Niccolò (1697–1751)
- Sander, Ernemann (1925–2020)
- Sandle, Michael (* 1936)
- Sandt, Wolfgang (* 1960)
- Sangallo, Giuliano da (1445–1516)
- Sanguinetti, Alessandro (1816–?)
- Sanguinetti, Francesco (1800/04–1870)
- Sanmartino, Giuseppe (1720–1793)
- Sansovino, Andrea (1460–1529)
- Sansovino, Jacopo (1486–1570)
- Sarrabezolles, Carlo (1888–1971), Frankreich
- Sasse, Johann (1640–1706)
- Sattler, Josef Ignaz (1852–1927)
- Sauer, Wilhelm (1865–1929)
- Sax, Ursula (* 1935)
- Schad, Robert (* 1953)
- Schadow, Johann Gottfried (1764–1850)
- Schadow, Rudolf (Ridolfo) (1786–1822)
- Schadr, Iwan (1887–1941), Sowjetunion
- Schadwinkel, Hans-Tewes (1937–2024), Deutschland
- Schaffner, Martin (≈1478 – n. 1546)
- Schaper, Fritz (1841–1919)
- Schaper, Karl (1920–2008)
- Schardt, Johan Gregor van der (≈1530 – n. 1581/91)
- Scharfenberg, Emanuel (1932–2006)
- Scharff, Edwin (1887–1955)
- Scharow, Sergei (* 1945)
- Schauss, Martin (1867–1927)
- Schelenz, Walter (1903–1987)
- Scheel, Margarete (1881–1969)
- Scheele, Claus Jürgen Hermann (* 1943)
- Scheffauer, Philipp Jakob (1756–1808)
- Scheib, Hans (* 1949)
- Scheibe, Richard (1879–1964), Deutschland
- Schenck, Christoph Daniel (1633–1691), Deutschland
- Schenck, Hans (1500–1566), Deutschland
- Scherer, Hermann (1893–1927)
- Schepp, Helmuth (1894–1982)
- Schepp, Johannes (* 1938)
- Scheurer, Rudolf (1931–2020), Deutschland
- Schierholz, Friedrich (1840–1894)
- Schiess, Hermann (1836–1899)
- Schievelbein, Hermann (1817–1867)
- Schievelkamp, Helmuth (1849–1940)
- Schiffers, Paul Egon (1903–1987)
- Schilling, Johannes (1828–1910)
- Schilling, Stefan (* 1959)
- Schirmer, Jörg Wilhelm (* 1965)
- Schleicher, Georg (1893–1976), Deutschland
- Schlitz gen. von und zu Görtz, Emil Friedrich Graf von
- Schlör, Sem († 1597/98)
- Schlöth, Achilles (1858–1904)
- Schlöth, Ferdinand (1818–1891)
- Schlupf, Johann(es) (1723–?)
- Schlupf, Sebastian Vitus (1761–1826)
- Schmarje, Walter (1872–1921)
- Schmettau, Joachim (* 1937)
- Schmidt, Johannes (1684–1761)
- Schmidt, Nicolaus Wendelin (1883–1954)
- Schmidt, Willi (1924–2011)
- Schmidt-Hofer, Otto (1873–1925)
- Schmidt-Kestner, Erich (1877–1941)
- Schmiemann, August (1846–1927)
- Schmitt, Balthasar (1858–1942), Deutschland
- Schmitt, Hans (1912–1996)
- Schnegg, Johann (1724–1784)
- Schneider, Gregor (* 1969)
- Scholz-Zelezny, Helene (1882–1974), Österreich
- Schönauer, Thomas (* 1953)
- Schottmüller, Oda (1905–1943)
- Schott, Walter (1861–1938)
- Schrader, Jürgen Gerhart (v. 1689 – n. 1725)
- Schreitmüller, August (1871–1958)
- Schreitmüller, Johannes Daniel (1842–1885)
- Schröder, Hans (1930–2010)
- Schtschedrin, Feodossi Fjodowitsch (1751–1825)
- Schubert-Deister, Werner (1921–1991)
- Schubin, Fedot Iwanowitsch (1740–1805)
- Schuler, Carl (1847–1886)
- Schulz, Arthur (1873–1943)
- Schulz, Fritz (1909–1993), Deutschland
- Schulz, Moritz (1825–1904)
- Schumacher, Kurt (1905–1942)
- Schümann, Carl (1901–1974), Deutschland
- Schütte, Thomas (* 1954)
- Schütze, Johann Christoph (1687–1765)
- Schwander, Markus (* 1960)
- Schwanthaler, Ludwig (1802–1848)
- Schwarze, Michael (* 1939)
- Schweinitz, Rudolf (1839–1896)
- Schweizer, Simon (v. 1593 – n. 1623)
- Schwippert, Kurt (1903–1983)
- Scott, Kathleen (1878–1947), Großbritannien
- Sebenico, Giorgidao  (≈1410–1475)
- Seeboeck, Ferdinand (1864–1952), Österreich
- Seeck, Hans († 1583)
- Seffner, Carl Ludwig (1861–1932)
- Seger, Ernst (1868–1939)
- Seidt, Rüdiger (* 1965)
- Seifert, Franz (1866–1951)
- Seifert, Victor Heinrich (1870–1953)
- Seley, Jason (1919–1983)
- Selichanow, Sergei (1917–1976), Sowjetunion
- Sergel, Johan Tobias (1740–1814)
- Sermenghi, Saura (* 2. H. 20. Jh.)
- Serra, Richard (1938–2024)
- Settignano, Desiderio da (1428/31–1464)
- Seven Deers, David (* 1957)
- Seyfer, Conrad (15./16. Jh.)
- Seyfer, Lenhart (15./16. Jh.)
- Seyfer, Hans (≈1460–1509)
- Seyler, Axel (* 1939)
- Siegel, Curt (1881–1950)
- Siemes, Silvia (* 1960)
- Siemering, Rudolf (1835–1905)
- Siegwart, Hugo (1865–1938)
- Signer, Roman (* 1938)
- Siloé, Diego de (≈1495–1563)
- Siloé, Gil de († um 1501)
- Simatschek, Adolf (1874–1919), Österreich/Deutschland
- Simões, Francisco (* 1946)
- Sinken, Hein (1914–1987)
- Sinding, Stephan (1846–1922)
- Sixt von Staufen, Hans (nachweisbar zwischen 1515 und 1532)
- Skopas (≈ 420–330 v. Chr.)
- Sluter, Claus (≈1355–1405)
- Smith, David (1906–1965)
- Smith, Kiki (* 1954)
- Snelson, Kenneth (1927–2016)
- Snow, Michael (1928–2023), Kanada
- Snycerz, Hans († 1545)
- Soans, Jaak (* 1943), Estland
- Soitoux, Jean-François (1824–1891)
- Sokolow, Pawel Petrowitsch (1764–1835)
- Solari, Guiniforte (≈ 1429–1481)
- Solari, Pietro (≈1530–1592)
- Solari, Pietro Antonio (≈1445–1493)
- Soldani, Massimiliano (1656–1740), Italien
- Sonnenschein, Valentin (1749–1828)
- Španiel, Otakar (1881–1955)
- Späth, Karl (* 1938)
- Spazzapan, Luigi (1889–1958)
- Speck, Paul (v. 1510 – 1557)
- Spichtig, Alois (1927–2014)
- Spinazzi, Innocenzo (1726–1798)
- Spitzer, Wolf (1940–2022), Deutschland
- Splieth, Heinrich (1877–1929), Deutschland
- Stadelhofer, Emil (1872–1961), Deutschland
- Stamm, Brigitte → Brigitte Haacke-Stamm (1927–2006)
- Starck, Constantin (1866–1939)
- Starcke, Dietrich (1929–2019)
- Starcke, Hans (1957–2015)
- Starcke, Julius (1895–1945)
- Stauffer-Bern, Karl (1857–1891), Schweiz
- Stebbins, Emma (1815–1882)
- Steenwinckel, Hans (I.) van (1545/50–1601)
- Steenwinckel, Hans (II.) van (1587–1639)
- Steenwinckel, Hans (III.) van (v. 1639 – 1700)
- Steffen, Richard (1903–1964), Deutschland
- Stein, Werner (1855–1930)
- Steinbrenner, Hans (1928–2008)
- Steinbrenner, Klaus (* 1935)
- Steinl, Matthias (1644–1727)
- Stenrat, Johannes (1410/15–1484)
- Sterne, Maurice (1878–1957), Vereinigte Staaten
- Stichling, Otto (1866–1912)
- Stiglmaier, Johann Baptist (1791–1844)
- Stiller, Rose-Marie (1920–1991)
- Stockenberg, Johann Gustav (≈ 1650–1710), Schweden
- Stomps, Louise (1900–1988)
- Storck, Frederic (1872–1942)
- Storrer, Peter (1928–2016)
- Stötzer, Werner (1931–2010)
- Stoß, Stanislaus (≈1478–1528)
- Stoß, Veit (1447–1533)
- Strackerjan, Anna Maria (1919–1980)
- Strassen, Melchior zur (1832–1896)
- Strässer, Herbert (1930–2005)
- Straub, Johann Baptist (1704–1784)
- Straub, Philipp Jakob (1706–1774)
- Straube, Adolph (1810–1839)
- Strauch, Raphael Johannes (* 1961)
- Streichenberg, August Julius (1814–1878)
- Strigel, Ivo (1430–1516)
- Ströbel, Nele (* 1957)
- Strudel, Paul (1648–1708)
- Strugalla, Clemens M. (* 1950)
- Stützel, Eduard (1806 – n. 1862)
- Sussmann-Hellborn, Louis (1828–1908)
- Süßner, Conrad Max (1652 – n. 1696)
- Süßner, Jeremias (1653–1690)
- Sutel, Jeremias (1587–1631)
- Suter, August (1887–1965)
- Suter, Ernst (1904–1987)
- Suvero, Mark di (* 1933)
- Syrlin der Ältere, Jörg (≈1425–1491)
- Syrlin der Jünger, Jörg (≈1455–1521)
- Szalinski, Fritz (1905–1978)
- Szelinski-Singer, Katharina (1918–2010)

### T
- Tajiri, Shinkichi (1923–2009)
- Talenti, Simone (≈ 1340–1381)
- Talman, Paul (1932–1987)
- Tassaert, Antoine (≈1729–1788)
- Tauerbach, Sebastian († 1552)
- Tausch, Curt (1899–1969)
- Taeuber-Arp, Sophie (1889–1943), Schweiz
- Tavella, Franz (1844–1931)
- Tencalla, Antonius (≈1560–1628)
- Tenerani, Pietro (1789–1869)
- Thamasch, Andreas (1639–1697)
- Theumer, Carsten (* 1956)
- Theurer, Andreas (* 1956), Deutschland
- Thiel, Heiner (* 1957), Deutschland
- Thiele, Hans (1919–2013)
- Thieme, Gerhard (1928–2018)
- Thomann, Ernst (1910–2009)
- Thommesen, Erik (1916–2008)
- Thön, Friedrich (1559–nach 1610/20)
- Thorvaldsen, Bertel (1770–1844)
- Thwin, Aung (* 1936)
- Tichter, Michael (fl. ≈1500)
- Tieck, Christian Friedrich (1776–1851)
- Tietz, Ferdinand (1708–1777)
- Tilgner, Victor (1844–1896)
- Tinguely, Jean (1925–1991)
- Tino di Camaino (≈1280–1337)
- Toberentz, Robert (1849–1895)
- Tombros, Michael (1889–1974)
- Tondeur, Alexander (1829–1905)
- Torre, Giovanni Pietro della (1660–1711)
- Torrigiano, Pietro (1472–1528)
- Trarbach, Johann von (≈1530–1586)
- Trebinger, Christian (≈1585 – v. 1676)
- Trebst, Arthur (1861–1922)
- Trenkel, Alfred (* 1916)
- Tribolo, Niccolo (Niccolò di Raffaello de’Pericoli) (1500–1550)
- Trippel, Alexander (1744–1793)
- Trockel, Rosmarie (* 1952)
- Troschel, Julius (1806–1863)
- Troubetzkoy, Paolo (1866–1938)
- Trova, Ernest (1927–2009), USA
- Tršar, Drago (1927–2023)
- Tschapkanow, Georgi (* 1943)
- Tucker, William (* 1935)
- Tunn, Susanne (* 1958)
- Turnbull, William (1922–2012)

### U
- Udny, John (Giovanni) (1850–1927)
- Uechtritz-Steinkirch, Cuno von (1856–1908)
- Ufer, Johannes (1912–1987)
- Ugo da Campione (vor 1300–1358/60), Italien
- Uhlmann, Hans (1900–1975)
- Uhrig, Helmuth (1906–1979)
- Ultvedt, Per Olof (1927–2006)
- Unterberger, Herbert (* 1944), Österreich
- Unterweger, Erich (1928–2007)
- Urbán Hernández, Miguel (1936–2017)
- Urteil, Andreas (1933–1963)

### V
- Vahía, Alejo de (v. 1473 – ≈1515)
- Valkenauer, Hans (≈1448 – n. 1518)
- Vallazza, Rudolf (1888–1951)
- Van Hoeydonck, Paul (1925–2025)
- Van Vaerenbergh, Gustave (1873–1927)
- Vasari, Giorgio (1511–1574)
- Vaupel, Hans Georg (1934–2024)
- Vela, Lorenzo (1812–1897)
- Vela, Vincenzo (1820–1891)
- Verhaegen, Theodore (1701–1759)
- Verhulst, Rombout (1624–1698)
- Verrocchio, Andrea del (1435–1488)
- Verschaffelt, Peter Anton von (1710–1793)
- Veyrier, Christoph (1637–1689)
- Viani, Alberto (1906–1989)
- Vibert, James (1872–1942)
- Vigeland, Gustav (1869–1943)
- Villanis, Emmanuel (1858–1914)
- Vinazer, Martin (1674–1744)
- Virnich, Thomas (* 1957), Deutschland
- Vischer, Hans (≈1489–1550)
- Vischer, Hermann der Ältere († 1488)
- Vischer, Hermann der Jüngere (1486–1516)
- Vischer, Peter der Ältere (≈1455–1528)
- Vischer, Peter der Jüngere (1487–1518)
- Visser, Carel (1928–2015)
- Vital, Not (* 1948), Schweiz
- Vittoria, Alessandro (1525–1608)
- Vivarelli, Carlo (1919–1986)
- Vivié, Ernst Gottfried (1823–1902)
- Voll, Christoph (1897–1939)
- Volwahsen, Herbert (1906–1988)
- Volz, August (1851–1926)
- Vordermayer, Ludwig (1868–1933)
- Voretzsch, Felix Reinhold (1873–1951)
- Vostell, Wolf (1932–1998)
- Vries, Adriaen de (1560–1603)

### W
- Wachter, Cornel (* 1961), Deutschland
- Wackerle, Josef (1880–1959)
- Waderé, Heinrich (1865–1950)
- Wagensonner, Peter (1956), Deutschland
- Wagmüller, Michael (1839–1881)
- Wagner, Hansjörg (1930–2013)
- Wagner, Johann Peter (1730–1809)
- Wagner, Johann Thomas (1691–1769)
- Wagner-Kerkhof, Heidi (* 1945)
- Wakar, Sergei (1928–1998)
- Wald, Jakob (1860–1903), Österreich
- Wald, Johannes (* 1980), Deutschland
- Wallat, Gustav (1882–1911)
- Wallat, Paul (1879–1966)
- Walter, Stephan (1871–1937)

- Walther, Andreas I (um 1506–um 1568)
- Walther, Andreas II (um 1530–um 1583)
- Walther, Andreas III (um 1560–1596)
- Walther, Christoph I (1493–1546)
- Walther, Christoph II (1534–1584)
- Walther, Christoph IV (1572–1636)
- Walther, Franz Erhard (* 1939)
- Walther, Hans II (1526–1586)
- Walther, Michael (1574–1624)
- Walther, Sebastian (1576–1645)
- Wandschneider, Wilhelm (1866–1942)
- Ward, John Quincy Adams (1830–1910)
- Warncke, Paul (1866–1933)
- Wäscher, Joseph (1919–1993)
- Wąsiel, Zbigniew (* 1966)
- Weber, Jürgen (1928–2007)
- Weber, Louis Léon (1891–1972)
- Weber, Max (1881–1961)
- Weber, Ruedi (1929–2017)
- Weckmann, Niklaus (nachweisbar zwischen 1481 und 1526)
- Weidanz, Gustav (1889–1970)
- Weiditz d. Ä., Hans (1497–≈1514)
- Weidl, Seff (1915–1972)
- Weinert, Albert (1863–1947)
- Weloński, Pius (1849–1931), Polen
- Welzel, Manfred (1926–2018), Deutschland
- Wenck, Ernst (1865–1929)
- Wening, Michael Rudolf (1893–1970)
- Wentzinger, Johann Christian (1710–1797)
- Wenzel, Otto (1873–1946)
- Werner, Adele (1869–nach 1930), Russland
- Werner, Selmar (1864–1953)
- Werres, Anton (1830–1900), Deutschland
- Werve, Claus de (≈1380–1439)
- Weryha-Wysoczański, Jan de (* 1950)
- Wesendonck, Otto (* 1939)
- Wesel, Adriaen van (um 1417–1490/99)
- West, Franz (1947–2012)
- Westhoff, Clara (1878–1954), Deutschland
- Westermann, Horace Clifford (1922–1981)
- Westmacott, Richard der Ältere (1747–1808)
- Westmacott, Richard der Mittlere (1775–1856)
- Westmacott, Richard der Jüngere (1799–1872)
- Westphal, Ernst (1851–1926)
- Wetterauer, Herbert (* 1957)
- Wewerka, Stefan (1928–2013)
- Whiteread, Rachel (* 1963)
- Wichmann, Ludwig (1788–1859)
- Widnmann, Max von (1812–1895)
- Wiedewelt, Johannes (1731–1802)
- Wiedewelt, Just (1677–1757)
- Wiedra, Helmut (1925–2015)
- Wiele, Jörg (* 1951)
- Wiese, Georg (1830–1888)
- Wiese, Max (1846–1925)
- Wildt, Adolfo (1886–1931)
- Wilhelm, Brigitte (* 1939)[14]
- Wiligelmo da Modena (1. Viertel 12. Jh.)
- Willgohs, Gustav (1819–1904)
- Williamson, Adam (* 1982)
- Williamson, Francis John (1833–1920)
- Wilton, Joseph (1722–1803)
- Wimmer, Hans (1907–1992)
- Wimmer, Julius (1932–2021)
- Wislicenus-Finzelberg, Lilli (1872–1939)
- Witlatschil, Michael (* 1953), Deutschland
- Witte, Ludolf († 1649/50)
- Witte, Pieter de (1548–1628)
- Witten, Hans (1470/80–nach 1522)
- Wittig, August (1823–1893)
- Wolf der Ältere, Ebert (um 1535/40–1606/07)
- Wolf der Jüngere, Ebert (um 1560–1608/09)
- Wolf, Hans (um 1570–1629)
- Wolf, Jonas († 1619)
- Wolf, Karl Anton (1908–1989)
- Wolf, Markus (* 1963)
- Wolff, Albert (1815–1892)
- Wolff, Albert Moritz (1854–1923)
- Wolff, Christian Philipp (1772–1820)
- Wolff, Emil (1802–1879)
- Wolff, Friedrich Wilhelm (1816–1887), genannt Tierwolff
- Wolff, Gustav Heinrich (1886–1934)
- Wolff, Martin (1852–1919)
- Wolkers, Jan (1925–2007)
- Woller, Jakob (um 1510–1564)
- Woodrow, Bill (* 1948)
- Worner, Heinz (1910–2008)
- Woronichin, Andrei Nikiforowitsch (1759–1814)
- Wotruba, Fritz (1907–1975)
- Wouters, Rik (1882–1916)
- Wrampe, Fritz (1893–1934)
- Wrba, Georg (1872–1939)
- Wurm, Erwin (* 1954), Österreich
- Wurzelbauer, Benedikt (1548–1620)
- Wutschetitsch, Jewgeni (1908–1974)
- Wydyz, Hans (nachweisbar zwischen 1497 und 1510)
- Wyss, Josef (1922–2005)

### X
- Xavery, Johann Baptist (1697–1742), Niederlande

### Y
- Yselin, Heinrich (≈1450–1513)

### Z
- Zadkine, Ossip (1890–1967)
- Zala, György (1858–1937)
- Zaļkalns, Teodors (1876–1972)
- Zaplin, Dmitri (1890–1967)
- Zarcillo y Alcaraz, Francisco (1707–1783)
- Zauner, Franz Anton von (1746–1822)
- Zegadlo, Henryk (1934–2011)
- Zeng Chenggang (* 1960), China
- Zenone da Campione († um 1380), Italien
- Zenzmaier, Josef (1933–2023), Österreich
- Zimmerling, Wladimir (1931–2017)
- Zittel, Andrea (* 1965)
- Zorach, William (1887–1966)
- Zorio, Gilberto (* 1944)
- Zschokke, Alexander (1894–1981)
- Zschorsch, Alfred (1887–1956), Deutschland
- Zuchantke, Friedrich (1888–1957)
- Zumbusch, Caspar von (1830–1915)
- Zumbusch, Julius (1832–1908)
- Župančić, Miroslav (* 1949)
- Zürn, Jörg (≈1583–1635/38)
- Zürn d. J., Michael (v. 1626 – n. 1691)
- Zwolańska-Hołod, Beata (* ≈1975), Polen